# Ла Сен сир Мер
Ла Сен сир Мер (фр. La Seyne-sur-Mer) град је у Француској у региону Прованса-Алпи-Азурна обала, у департману Вар.
По подацима из 2006. године број становника у месту је био 56.768.

## Демографија
| 1962.  | 1968.  | 1975.  | 1982.  | 1990.  | 1999.  | 2006.  | 2011.  |
| ------ | ------ | ------ | ------ | ------ | ------ | ------ | ------ |
| 33.570 | 43.783 | 51.155 | 57.659 | 59.968 | 60.188 | 56.768 | 62.640 |